# Dr. Moreau szigete (film, 1996)
A Dr. Moreau szigete egy 1996-ban bemutatott amerikai sci-fi-horror, kalandfilm. Ez H. G. Wells azonos című regényének harmadik filmes adaptációja. A főszerepekben Marlon Brando, Val Kilmer, David Thewlis és Fairuza Balk látható. A film hírhedté vált a forgatásán kialakult nehézségek és kaotikus légkör miatt, bemutatása után pedig kritikailag és anyagilag is megbukott.

## Történet
Edward Douglas ENSZ-tárgyaló hajótörést szenved a tengeren, ahonnan egy Montgomery nevű ember menti ki, aki egy bizonyos Dr. Moreau-nak szállít állatokat a doktor privát szigetére. Miután Douglas is a szigetre kerül lassan szembesül vele, hogy mivel foglalatoskodik itt a nyilvánosságtól visszavonult Dr. Moreau: emberi és állati sejtek felhasználásával új fajokat, bizarr ember-állat hibrideket hoz létre, amik felett afféle mindenhatóként uralkodik. Az őrült doktor teremtményeit azonban nem lehet végtelenségig kordában tartani, és mikor néhányukon erőt vesznek az állati ösztönök csak idő kérdése mikor züllik teljes káoszba Dr. Moreau birodalma.

## Szereplők
| Szerep         | Színész            | 1. Magyar hang       | 2. Magyar hang |
| -------------- | ------------------ | -------------------- | -------------- |
| Edward Douglas | David Thewlis      | Schnell Ádám         | Schnell Ádám   |
| Dr. Moreau     | Marlon Brando      | Makay Sándor         | Avar István    |
| Montgomery     | Val Kilmer         | Széles László        | Sörös Sándor   |
| Aissa          | Fairuza Balk       | Haffner Anikó        | Madarász Éva   |
| Törvénymondó   | Ron Perlman        | Kristóf Tibor        | Orosz István   |
| M`Ling         | Marco Hofschneider | Bartucz Attila       | Bicskey Lukács |
| Azazello       | Temuera Morrison   | Reisenbüchler Sándor | Sótonyi Gábor  |
| Kiril          | William Hootkins   |                      |                |
| Hiéna-disznó   | Daniel Rigney      | Koncz István         | Vass Gábor     |
| Majai          | Nelson de la Rosa  |                      |                |
| Gyilkos Simon  | Peter Elliott      | Bácskai János        |                |
| Lo-Mai         | Mark Dacascos      |                      |                |
| Waggdi         | Miguel López       | Csőre Gábor          |                |

## Forgatás és bukás
Dr. Moreau szigetéből eredetileg egy Richard Stanley nevű dél-afrikai filmrendező akart újabb filmfeldolgozást csinálni, akinek már régóta dédelgetett filmterve volt ez. Egy korábbi filmjével sikerült felkeltenie egy producer figyelmét, így sikerült a New Line Cinema stúdióba eljuttatnia a forgatókönyvét. Innentől kezdve azonban egyre több nehezítő körülmény kezdett kibontakozni, amik olyan kaotikus forgatássá kulminálódtak, hogy arról egy külön dokumentumfilm is készült Lost Soul: The Doomed Journey of Richard Stanley's The Island of Dr. Moreau címmel. (Utalva a regény első, 1932-es Island of Lost Souls, vagyis Elveszett lelkek szigete című feldolgozásának címére.) 
Kezdetben kreatív nézetkülönbségek voltak Stanley és a stúdió között, ami érintette a cselekményt és a kiszemelt színészeket is, mert a stúdió a saját szempontjai szerint akarta a történetet filmre vinni, és ezért Stanley-t is ki akarta golyózni a rendezői székből, a helyére pedig Roman Polańskit szánta. Stanley-nek viszont sikerült a stúdió által is Moreau szerepére kiszemelt Marlon Brando támogatását elnyernie, így maradhatott rendező, legalábbis egy ideig.
A szigetre vetődő Edward szerepére Bruce Willist, Montgomeryére pedig James Woodst szerették volna, de két válás és egy öngyilkosság keresztül húzta az elképzelést és a nyugodt munkát. Az első válás Willisé volt Demi Moore-tól, aki emiatt búcsút mondott a filmnek. A helyére Val Kilmer került, csakhogy nem sokkal ezután a tévéből értesült róla, hogy akkori felesége, Joanne Whalley színésznő szintén válni akar. Ezután kikötötte, hogy jóval kevesebb jelenetben tud csak részt venni a procedúra miatt, ezért végül Kilmer kapta Montgomery szerepét, és ezzel Woods is kikerült a projektből. Edward megüresedett szerepét ekkor Rob Morrow-nak ajánlották fel. Az igazi gondot azonban az öngyilkosság okozta, mikor az amúgy is nehéz természetű Marlon Brando lánya, Cheyenne öngyilkos lett, és emiatt senki nem tudta, hogy a nagynevű színész mikor érkezik a forgatásra.
A forgatáson viszont jelenlévő Kilmer azonban folyamatosan hátráltatta a munkát az egoista viselkedésével, nem tanulta meg a szövegeit és vagy megtette amit kértek tőle, vagy nem; a flegma hozzáállásához valószínűleg a válása is hozzátett. Ezen kívül egy hurrikán is elmosta a queenslandi forgatás díszleteit. Mindezek tetejébe a stúdió a Brando támogatását nélkülözni kénytelen Stanley-t okolta a nehézségekért, akinek egyre kevésbé sikerült a toxikus légkörben kézben tartania a dolgokat, ezért maga is egyre elviselhetetlenebbé vált, így a stúdió négy nap rendezősködés után kirúgta. Morrow-nak már ez a néhány nap is sok volt, ezért állítólag sírva könyörgött, hogy elmehessen a forgatásról, így a rendező helye mellett Edward szerepe is megint megüresedett. Ha Fairuza Balkon múlik a női főszerep is így járt volna, mert a Stanley-vel szolidáris színésznő a rendező kirúgása után ott akarta hagyni a forgatást, de az ügynöke megfenyegette azzal, hogy ha felrúgja a szerződését a stúdió tönkreteszi a karrierjét.
Rendezőnek aztán John Frankenheimert kérte fel a stúdió, aki állítólag igazi diktátorként viselkedett, miközben Kilmerrel és a forgatáson végül megjelenő Brandoval is nehézségei voltak, túl azon, hogy Kilmer és Brando egymással is állandó konfliktusokba került, és egy idő után már egy jelenetben sem voltak hajlandóak közösen szerepelni. A közben a forgatókönyvet is teljesen átirató Frankenheimernek is volt elég konfliktusa Kilmerrel, akit az utolsó felvett jelenete után nem túl hízelgő szavakkal küldött melegebb éghajlatra. 
Addig azonban még Edward szerepét is oda kellett adni valakinek, ez pedig az a David Thewlis lett, akit még az elején a stúdió azzal utasított el, hogy brit és nem amerikai. Mikor Thewlis megjelent a forgatáson, Brando ezekkel a szavakkal fogadta: „Menj inkább haza, David! Ez nem lesz jó film, nem érdemes rajta dolgozni. El van átkozva.” Közben az átírt és a színészek közt közmegegyezésesen nem túl jó minőségű forgatókönyvet, amit a forgatáson rögtönöztek, pár nappal a felvételek előtt kapták csak kézhez, a zűrzavaros forgatás közepette pedig Thewlis sokszor egyáltalán nem érzékelte, hogy ő lenne a film főszereplője. 
Ennél már csak a színészlegenda Brando egója volt zavaróbb, aki annyira unta a forgatást, hogy a karaktere egy csomó filmben is látható tulajdonságát ő maga találta ki unalmában, amiket nem mertek visszautasítani, inkább azokat is a történetbe írták, mint a fehérre festett arc a karaktere napallergiája miatt, a terepjáróra szerelt trónusa, vagy egy jegesvödör, amit fejfedőként viselt. Az általa megkedvelt Nelson de la Rosa-nak, aki Dr. Moreau amolyan „Kicsi énje” lett pedig sokkal több játékidőt eszközölt ki. A szövegeit, ahogy már jó ideje, ezen a forgatáson sem tanulta meg, hanem javarészt rögtönzött, de volt mikor rádióvevőn mondták neki a szövegét, ami a helyi rendőri adást is behozta, ezért még az is megesett, hogy Brando a szövege helyett egy folyamatban lévő rablásról beszélt.
Az eredetileg hat hetesre tervezett, de végül hat hónaposra nyúló forgatás végén tartott búcsúrendezvényen az eredeti rendező-forgatókönyvíró Richard Stanley is megjelent, akitől Kilmer és Brando is bocsánatot kért, de Stanley-t ez már nem különösebben hatotta meg, mert a lehetőségét, hogy filmesként Hollywoodba jusson elszabotálták. Ugyanakkor kirúgása után nem ment messzire és egy kutyamaszkkal a többi állat-embert alakító statiszta közé vegyülve titokban részt vett a forgatáson, hogy lássa hogy haladnak a munkálatokkal.
A film az 1996. augusztus 23-i bemutatója után kritikailag és anyagilag is megbukott, a tervezett 8-10 helyett végül 40 millió dollárt emésztett fel a forgatása, az összbevétele viszont csak 49,6 millió lett. 